# Lucy-le-Bois
Lucy-le-Bois – miejscowość i gmina we Francji, w regionie Burgundia-Franche-Comté, w departamencie Yonne.
Według danych na rok 1990 gminę zamieszkiwało 378 osób, a gęstość zaludnienia wynosiła 36 osób/km² (wśród 2044 gmin Burgundii Lucy-le-Bois plasuje się na 547. miejscu pod względem liczby ludności, natomiast pod względem powierzchni na miejscu 898.).